# Мель (провінція Беллуно)
Мель (італ. Mel, вен. Mel) — муніципалітет в Італії, у регіоні Венето, провінція Беллуно.
Мель розташований на відстані близько 470 км на північ від Рима, 75 км на північ від Венеції, 14 км на південний захід від Беллуно.

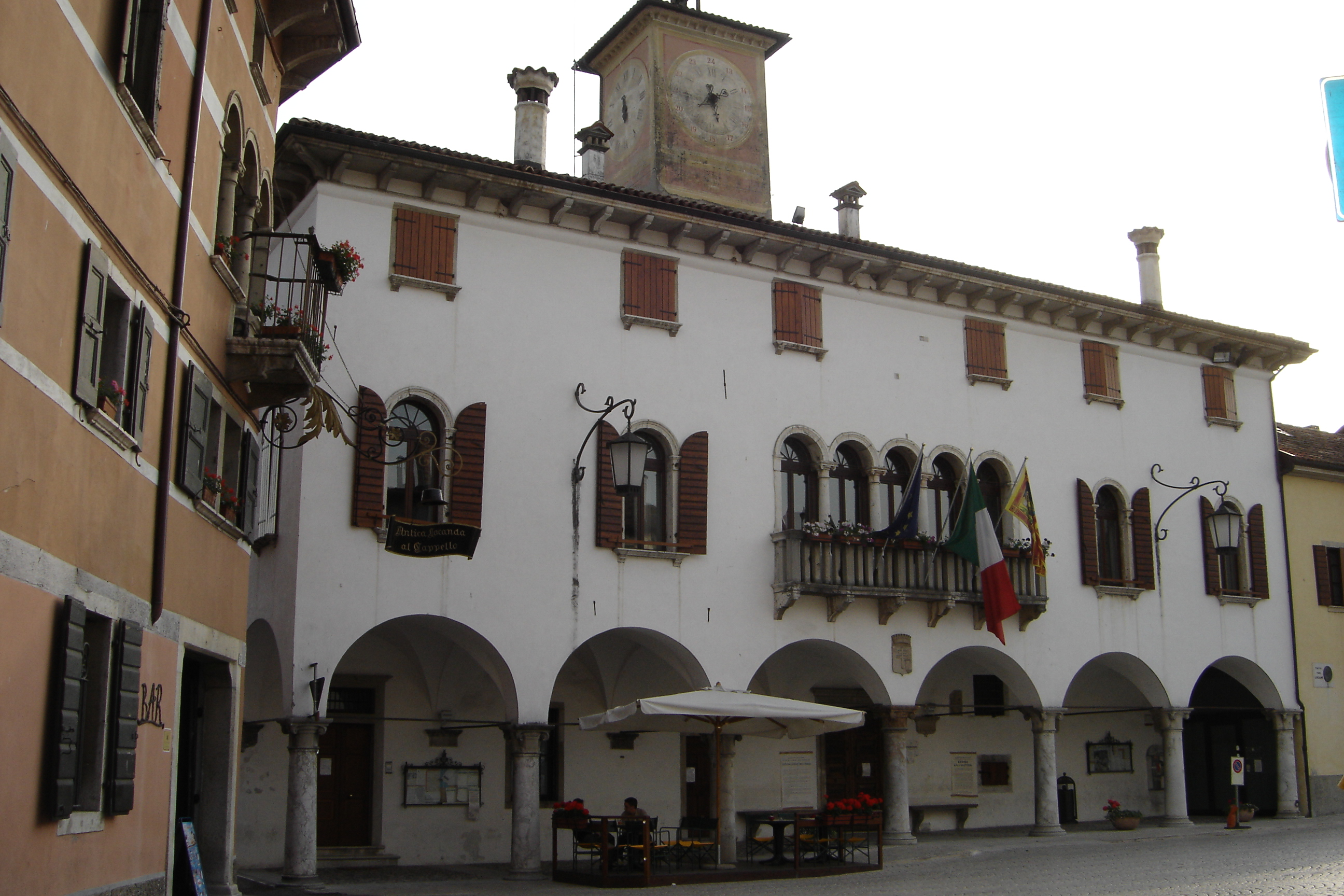

Населення — 6060 осіб (2014).

## Демографія
Населення за роками:

Станом на 31 грудня 2014 року в муніципалітеті офіційно проживало 275 іноземців з 28 країн, серед них 42 громадяни країн Євросоюзу та 32 громадяни України.

## Сусідні муніципалітети
- Чизон-ді-Вальмарино
- Фолліна
- Лентіаї
- М'яне
- Санта-Джустіна
- Седіко
- Трик'яна
- Вальдобб'ядене